# Aristoxenos (Mediziner)
Aristoxenos (altgriechisch Ἂριστόξενος) war ein griechischer Arzt des 1. Jahrhunderts n. Chr.
Er war Schüler des Alexandros Philalethes und gehörte somit der medizinischen Schule der Herophileer an, deren Tradition auf den alexandrinischen Arzt Herophilos von Chalkedon (um 330 v. Chr. – um 255 v. Chr.) zurückging. Die Lehrstätte dieser Schule befand sich an einem Ort zwischen Karura und Laodikeia am Lykos. Aristoxenos verfasste eine Schrift über die medizinische Lehre der Herophileer (περὶ τῆς Ἡροφίλου αἱρέσεως) in mindestens 13 Büchern. Das 13. Buch, in dem Aristoxenos die Pulsdefinitionen seiner Schule behandelte, diente im 2. Jahrhundert n. Chr. dem bedeutenden Mediziner Galenos als Quelle in seiner Schrift über die Unterscheidung von Pulsen (altgriechisch περὶ διαφορᾶς σφυγμῶν).